# Empar Granell i Tormos
Empar Granell i Tormos (Borriana, la Plana Baixa, 1945 - Ontinyent, la  Vall d'Albaida, 7 de maig de 2010) fou una mestra valenciana, originària de Borriana (Plana Baixa) i professional en la ciutat d'Ontinyent (Vall d'Albaida).
Fou una destacada activista en defensa de l'ensenyament laic i en valencià/català al País Valencià. Va fer la major part de la seva carrera professional com a docent al col·legi públic Lluís Vives d’Ontinyent, un centre que va ser pioner a introduir línies d’ensenyament escolaritzades en català al sud de la Sénia, a començaments dels anys 80.
Va participar en les primeres jornades de mestres d’ensenyament en valencià, celebrades a Alcoi, el curs 1985-1986, i l’any 1987 fcontribuí a fundar la Coordinadora de la Vall d’Albaida per la Defensa i Ús del Valencià, que presidí, i que després va constituir amb d’altres associacions la Federació Escola Valenciana (FEV), de la qual fou secretària i membre de la junta directiva, i entitat de la qual sorgiren les Trobades d’Escoles en Valencià. Participà en l’organització de congressos d’Escola Valenciana en relació als reptes de l'àmbit educatiu en aquells anys, entre els quals la llengua o l’alumnat nouvingut. També va participar en la creació del programa Escoles solidàries, que implica alumnat, professorat i també les famílies de terres valencianes.
Morí la matinada del divendres 7 de maig de 2010, als seixanta-cinc anys, i fou soterrada a Ontinyent a les onze del matí de l'endemà.

## Reconeixement i memòria
El 2007 va rebre el Premi Joan Baptista Basset a la trajectòria en la defensa de la llengua, que atorga el Casal Jaume I de la Vall d’Albaida, i el 19 de novembre de 2008 un dels Premis d'Actuació Cívica de la Fundació Lluís Carulla per la seva tasca en favor de la llengua. El 2011 va rebre a Alcoi el Guardó a la Trajectòria Individual a títol pòstum, en el context de La Nit d'Escola Valenciana. Des de 2021, l'Escola Oficial d'Idiomes d'Ontinyent, que, amb 900 places, dona servei als 34 municipis de la Vall, porte el nom d'Empar Granell.
Dins dels premis que atorga anualment la Fundació Sambori, s'atorga el Premi Empar Granell a la millor proposta didàctica.